# The Lost City (film, 1935)

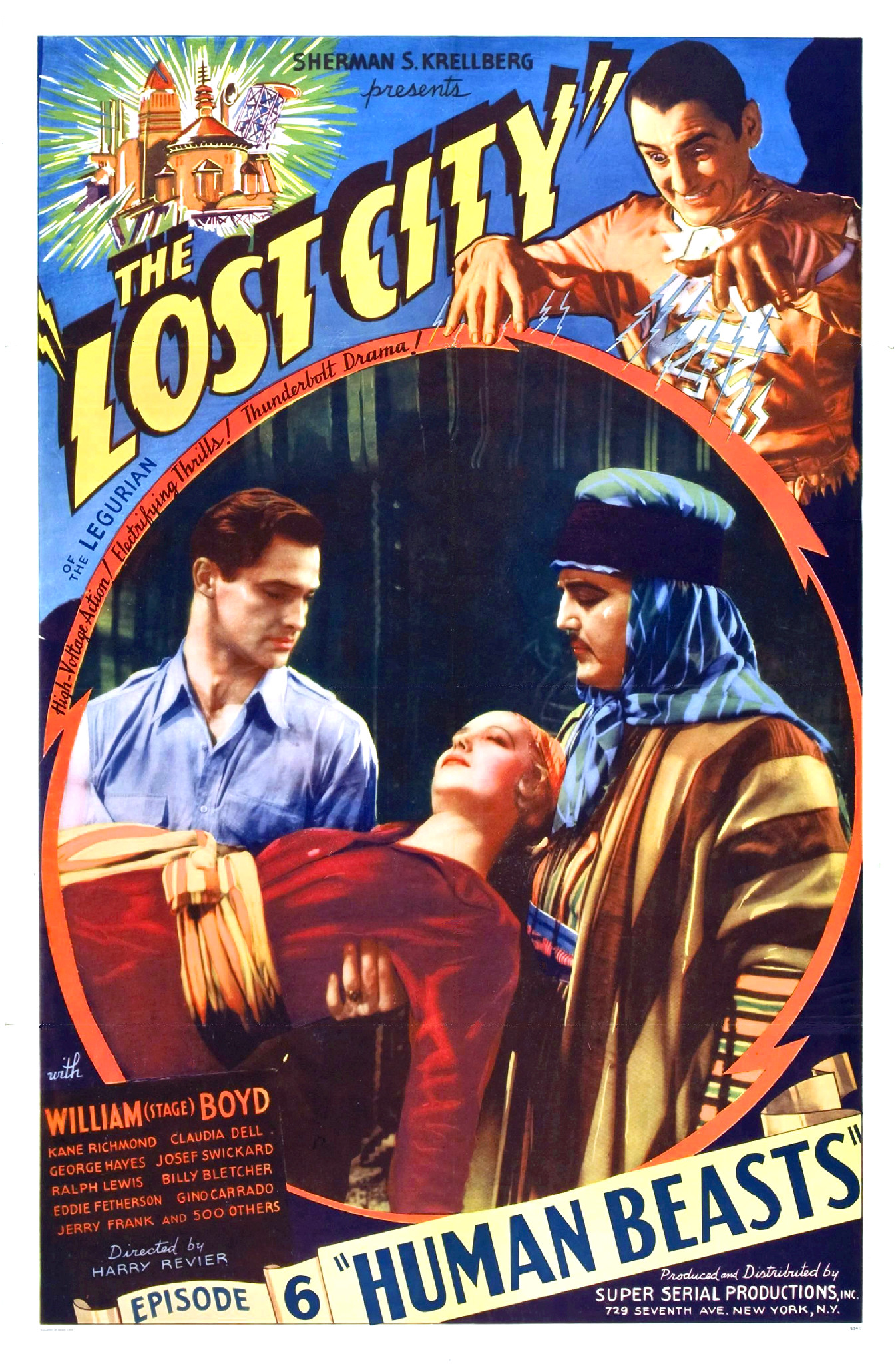
Affiche de l'épisode n°6.

Pour les articles homonymes, voir The Lost City.
The Lost City est un serial américain en 12 chapitres, réalisé par Harry Revier et produit par Sherman S. Krellberg en 1935.

## Fiche technique
- Réalisateur :  Harry Revier
- Scénario : Zelma Carroll, Geo. M. Merrick, Robert Dillon, Eddie Granemann, Leon D'Usseau, Perley Sheehan
- Producteur : Sherman S. Krellberg
- Photographie : Edward Linden, Roland Price
- Montage : Holbrook Todd
- Distributeur : Super Serial Productions Inc.
- Durée : 12 chapitres (240 minutes au total)
- Date de sortie : 6 mars 1935 (1er épisode)

## Distribution
- William "Stage" Boyd : Zolok
- Kane Richmond : Bruce Gordon
- Claudia Dell : Natcha Manyus
- Josef Swickard : Dr. Manyus
- Eddie Fetherston : Jerry Delaney
- George F. Hayes : Butterfield
- Billy Bletcher : Gorzo
- Jerry Frank : Apollon
- Gino Corrado : Ben Ali
- Margot D'Use : Queen Rama
- Sam Baker : Hugo[1]